# Espanoliella luquei
Espanoliella luquei es una especie de escarabajo del género Espanoliella, familia Leiodidae. Fue descrita Salgado y Javier Fresneda en 2005.

## Distribución
Se encuentra en España.